# Kajetan Hądzelek
Kajetan Jan Hądzelek (ur. 26 maja 1930 w Ostrowie Wielkopolskim, zm. 18 maja 2024) – polski historyk sportu, działacz sportowy.

## Życiorys
Od 1956 roku należał do PZPR. Doktor, docent Akademii Wychowania Fizycznego w Warszawie. W latach 1971–1973 prodziekan, a w latach 1973–1975 i 1977–1981 prorektor. 1984–1987 dziekan Wydziału Wychowania Fizycznego. Kierownik Katedry Sportu i Turystyki oraz prodziekan Wydziału Pedagogicznego Wyższej Szkoły Suwalsko-Mazurskiej w Suwałkach.
Prezes Fundacji Centrum Edukacji Olimpijskiej, prezes honorowy Polskiego Związku Koszykówki, wiceprezes Polskiego Komitetu Olimpijskiego.
W 1999 roku został odznaczony Krzyżem Oficerskim Orderu Odrodzenia Polski, a w 2005 roku – Krzyżem Komandorskim tego orderu.
30 września 2010 roku został uhonorowany tytułem Honorowego Obywatela Miasta Ostrowa Wielkopolskiego.
W marcu 2013 na Uniwersytecie Jagiellońskim w Krakowie otrzymał Medal „Kalos Kagathos".
Został pochowany na warszawskim cmentarzu w Pyrach.

## Dzieła
- Mała encyklopedia sportu t.I-II, t.2 - 694 s., ISBN 978-83-217-2564-2, Sport i Turystyka, 1987[8]